# كريس لوفتون
كريس لوفتون (بالإنجليزية: Chris Lofton)‏ مواليد 27 مارس 1986 في مايسفيل، هو لاعب كرة سلة أمريكي. بدأ مسيرته الاحترافية في سنة 2008. يبلغ طوله 6 قدم 2 بوصة (1.9 م).

## المسيرة الاحترافية
لعب مع ساسكي باسكونيا في الدوري الإسباني في سنة 2009، ثم لعب مع سي بي إستوديانتس في موسم 2009–2010، ثم لعب مع لوكوموتيف كوبان في الدوري الروسي في موسم 2011–2012، ثم لعب مع سي بي إستوديانتس في الدوري الإسباني في سنة 2012، ثم لعب مع سان سباستيان غيبوثكوا بي سي في موسم 2012–2013، ثم لعب مع بشكتاش لكرة السلة في الدوري التركي من سنة 2013 إلى 2015، ثم لعب مع لو مان سارت باسكت في الدوري الفرنسي في موسم 2015–2016.

## روابط خارجية
- كريس لوفتون على موقع الدوري الإسباني لكرة السلة (الإسبانية)
- كريس لوفتون على موقع كرة السلة الأوروبية.كوم (الإنجليزية)
- كريس لوفتون على موقع كلية كرة السلة في سبورتس رفرنس.كوم (الإنجليزية)
- كريس لوفتون على موقع ريلجم (الإنجليزية)
- كريس لوفتون على موقع بروبوليرز (الإنجليزية)
- كريس لوفتون على موقع سبورتس رفرنس (الإنجليزية)
- كريس لوفتون على موقع سبورتس رفرنس (الإنجليزية)